# 檜よしえ
檜 よしえ（ひのき -、1942年12月1日 - ）は、日本の女優。本名は木村芳枝。東京都出身。

## 来歴・人物
都立日比谷高校卒業後、俳優座養成所13期生を経て劇団俳優座に入団。現在に至るまで、主に舞台や朗読など演劇を中心に活躍する。特技は水泳。

## 出演

### 映画
- おれについてこい!（1965年、東宝） - 谷田絹子 役
- 最後の審判（1965年、東宝） - ユリ 役
- 太陽の王子 ホルスの大冒険（1968年、東映動画） - 村の女 役[1]
- 栄光への5000キロ（1969年、石原プロ） - 若い女 役
- ボルネオ大将 赤道に賭ける（1969年、東宝） - 秘書 役
- 栄光への反逆（1970年、東宝） - ニシン場の母親 役
- 黒の斜面（1971年、松竹） - 満子 役
- その人は炎のように（1972年、東宝） - 秘書 役
- 忍ぶ川（1972年、俳優・俳優座） - 街の女郎 役
- 朝やけの詩（1973年、東宝） - まさ 役
- 大脱獄（1975年、東映） - 時子 役
- 鬼畜（1978年、松竹） - 宗吉の隣人の主婦 役
- 野性の証明（1978年、角川春樹事務所） - 遠縁の婦人 役

### テレビドラマ
- 刑事 第10話（1965年、フジテレビ）
- 銀河ドラマ「速歩自源流」（1969年、NHK）
- 傷だらけの天使 第5話「殺人者に怒りの雷光を」（1974年、日本テレビ）
- 残りの雪（1975年、テレビ東京）
- 海は甦える（1977年、TBS） - 箸屋の女 役
- 新幹線公安官 第1シリーズ 第7話「秘密の中の顔」（1977年、テレビ朝日）
- 別れて生きる時も（1978年、TBS）
- 赤い絆 第15話「二人で進もう茨の道を」（1978年、TBS）
- 太陽にほえろ! （NTV）
  - 第285話「母の香り」（1978年） - 「みれん」ママ
  - 第313話「真夏の悪夢」（1978年） - 水沼圭子
  - 第351話「密室殺人」（1979年） - 真木政子
- 土曜ワイド劇場 （テレビ朝日）
  - 「女弁護士 朝吹里矢子 黒白の暗示」（1978年）
- 熱中時代 第1シリーズ（1978年、日本テレビ） - 江沢和夫の母親 役
- 火曜サスペンス劇場 （日本テレビ）
  - 「キタタキ絶滅」（1983年）
  - 「秘密の風景」（1984年）
  - 「花園の迷宮」（1988年）
- 暴れん坊将軍II 第35話「恋の宴はせつのうおじゃる!」（1983年、ANB） - 宮部
- 月曜ワイド劇場 （テレビ朝日）
  - 「想い出のグリーングラス」（1984年）
  - 「美貌のメス・女外科医が見た大病院の疑惑!」（1985年）
- 銭形平次 （フジテレビ）
  - 第1シリーズ 第7話「呪いのわら人形」（1991年）
  - 第4シリーズ 第13話「真昼の悪夢」（1994年）
- 特警ウインスペクター 第35話「母と子のSOS!」（1990年、テレビ朝日） - 柴田依子 役
- はぐれ刑事純情派 第4シリーズ 第25話「すり替わった殺人 女実業家の陰謀」（1991年、テレビ朝日・東映） - 黒川綾乃
- さすらい刑事旅情編 第5シリーズ 第7話「特急富士B寝台・女カメラマンの謎の死」（1992年、テレビ朝日・東映） - 中里清子
- 鬼平犯科帳 第3シリーズ 第9話「雨隠れの鶴吉」（1992年、フジテレビ）

### その他の番組
- 一枚の写真（1990年、フジテレビ）

### 舞台
- アンティゴネ
- 桜の園
- 突然この夏に
- リビエールの夏の祭り
- 千鳥
- 藪原検校
- コルチャック先生
- 闇に吹く花

### 吹き替え
- 刑事コロンボ・死者のメッセージ - ヴェロニカ 役
- 魚雷特急（デニス〈アンジャネット・カマー〉）※TBS版